# Кулатов, Турабай Кулатович
Торобай Кулатович Кулатов (кирг. Төрөбай Кулат уулу Кулатов; 28 декабря 1907 [10 января 1908], с. Кызыл-Булак, Ферганская область, Российская империя — 19 февраля 1984, Фрунзе, Киргизская ССР) — советский государственный и партийный деятель, председатель Президиума Верховного Совета Киргизской ССР (1945—1978). Герой Киргизской Республики (2019, посмертно).

## Биография
Родился 28 декабря 1907 года (10 января 1908 года) в селе Кызыл-Булак Ферганской области Туркестанского края (ныне — Ноокатского района Ошской области Киргизии) в семье крестьянина-бедняка.
В 1961 г. окончил Высшую партийную школу при ЦК КПСС.
Трудовую деятельность начал батраком.
С 1926 г. — рабочий на железной дороге, грузчик, затем забойщик шахты Кизил-Кия.
С 1934 г. — председатель рудокомитета на шахте.
В 1938 г. — заместитель председателя исполкома Кизил-Кийского горсовета, затем заместитель директора треста «Киргизуголь».
В 1938—45 гг. — председатель СНК Киргизской ССР.
В 1945—1978 гг. — председатель Президиума Верховного Совета Киргизской ССР, с 1946 г. — заместитель председателя Президиума Верховного Совета СССР.
Член ВКП(б) с 1932 г. Член Центральной ревизионной комиссии КПСС в 1939—1981 гг. Депутат Верховного Совета СССР 1—8-го созывов.
С 1978 г. на пенсии.
Скончался 19 февраля 1984 года, похоронен на Ала-Арчинском кладбище.

## Награды и звания
- Герой Киргизской Республики  с вручением особого знака «Ак-Шумкар» (28 августа 2019 года, посмертно) — за выдающиеся личные заслуги перед государством и народом Кыргызстана, патриотизм и беззаветную преданность родине[1]
- 5 орденов Ленина
- орден Октябрьской Революции
- 4 ордена Трудового Красного Знамени (в т.ч. 09.01.1968)
- медали